# Мартин Гарикс
Мартејн Херард Гаритсен (хол. Martijn Gerard Garritsen; Амстелвен, 14. мај 1996), познат по свом уметничком имену Мартин Гарикс (хол. Martin Garrix), је холандски DJ и продуцент. Најпознатији је по својој песми "Animals", која је била Топ 10 хит у више од 10 држава; песма се такође попела на број 1 у Белгији и у Уједињеном Краљевству, а 3. је у Ирској. Његов сингл "Wizard", режиран са Џеј Хардвејем, је такође био успешан у многобројним државама у 2014. Године 2013. дебитовао је бројем 40 у топ 100 DJ-а ДЈ Магазина, а наредне године био четврти, а потом 2015. на позицији 3. Године 2016, 2017. и 2018. је проглашен за најбољег ди-џеја ДЈ Магазина. Његов ментор, Тијесто, превидео је Гарикса да буде 2016. број један DJ на UMF 2015.

## Музичка каријера
У 2004 изразио је интересовање да постане DJ након што је видео DЈа Тијеста како наступа на Летњим олимпијским играма. Гаритсен је добио инспирацију од песме "Traffic", што га је мотивисало да скине посебан програм и тако му омогућило да почиње компоновање. Мартин је скоро завршио the Herman Brood Academy, продукцијску школу у Утрехту. Користи неколико имена, а GRX је једно од њих. Он такође тајно пише песме за друге извођаче, али упркос томе, само једна од педесет његових песама су изашле у јавност.

### 2012: Рана каријера
Гаритсен је започео са песмом "BFAM", коју је пустио у јавност са Џулијаном Џорданом. 2012, освојио је SLAM! FM DJ Таленат године награду. Такође у 2012, његов ремикс од "Your Body" се појавио на делукс албуму Кристине Агилере Lotus. Песму су писали Макс Мартин, Shellback и Savan Kotecha. Његова песма "Just Some Loops", која је сарадња са TV Noise појавила се на албуму Loop Masters Essential, Volume 2. Потписао је уговор са Spinnin' Records у 2012, издавајући "Error 404" као обележје.

### 2013–14: нагли напредак и "Animals"
У 2013, Garrix је издао "Torrent" са Сидни Самсон на Тијестовој Музичкој слободи. Гарикс је придобио славу помоћу свог соло издатог сингла "Animals" издатог 16. јуна 2013. у немачкој издавачкој кући Spinnin' Records, који је постао хит у великом броју графикона у Европи, и убрзо постао најмлађа особа која је икада достигла број 1 на Битпорту. Песма се такође појавила на Хардвеловом албуму Hardwell presents 'Revealed Volume 4'. 30. септембра 2013, Гарикс је издао ремикс песме Project T од Sander Van Doorn, Dimitri Vegas и Like Mike која је брзо постала број 1 на Beatport графиконима. Гарикс се појавио DJ маговој Топ 100 DЈева листи 2013. као новина на броју 40. У 2014. појавио се у DJ маговој Топ 100 DЈева листи ана броју 4.
У новембру 2013, Гарикс је потписао договор са Скутер Брауновим Scooter Braun Projects (касније School Boy Records).
У децембру 2013. издао је "Wizard" са Џејем Хардвејем, песма се попела на број 6 у Белгији и број 17 у Холандији. Гариксовом сарадњом са Firebeatz, "Helicopter", је постао број 1 на Beatport Top 100 графиконима 2 недеље. Касније је наступао на Ultra Music Festival 2014, где је дебитовао неколико нових и неиздатих песама, укључујући сарадње са Dillon Francis, Хардвелом и Афроџеком. У 2014. такође је издао и "Proxy", доступну за бесплатно скидање са Soundcloudа као поклон његовим фановима за сјајну протеклу годину (2013). У 2014, Гарикс је издао песму са MOTi под називом "Virus (How About Now)" која је касније изашла као и његова сарадња са Афроџеком "Turn Up the Speakers" коју су Афроџек и Гарикс премијерно пуштали на Ultra Music Festival.

### 2015: Сарадње са осталима
Рано у 2015, Гарикс је издао песму "Forbidden Voices". 17. марта 2015, издао је сингл "Don't Look Down" са Ашером. Песму су писали Гарикс, James 'JHart' Abrahart и Busbee. 4. маја 2015, издао је песму са Тијестом, названу "The Only Way Is Up". 22. маја 2015, DJ Avicii издао је видео са текстом песме "Waiting for Love" која је компонована заједно са Гариксом. Он је издао песму "Dragon" са Matisse & Sadko 6. јула 2015. Такође је издао песму са Matisse & Sadko "Break Through the Silence" 13. јула 2015.

## Дискографија
EPs
- Gold Skies (2014)
- ’’In the name of love’’ (2016)